# Sindaci di Campo di Giove
Di seguito l'elenco cronologico dei sindaci di Campo di Giove e delle altre figure apicali equivalenti che si sono succedute nel corso della storia.

## Regno di Napoli (1445-1816)
| Cola di Perruccio                                          | 1445 | 1445 |
| omissis                                                    |      |      |
| Buzio Sartore                                              | 1464 | 1464 |
| omissis                                                    |      |      |
| Agapito Angelucci                                          | 1484 | 1484 |
| omissis                                                    |      |      |
| Giacomo Cocco                                              | 1697 | 1697 |
| omissis                                                    |      |      |
| Domenico D'Anello Eustachio Porreca                        | 1754 | 1754 |
| omissis                                                    |      |      |
| Matteo Marcucci                                            | 1779 | 1779 |
| omissis                                                    |      |      |
| Teodoro Nanni                                              | 1782 | 1782 |
| omissis                                                    |      |      |
| Pietro Domenico Vella Liborio Nanni                        | 1784 | 1784 |
| Domenico Antonio Di Loreto Carlo Berardinelli              | 1785 | 1785 |
| Eustachio Tarulli Francesco Battista                       | 1786 | 1787 |
| Giovanni Lorenzo Berardinelli                              | 1788 | 1788 |
| Francesco Roscitto                                         | 1789 | 1789 |
| Alessandro Di Paolo Matteo Palumbo                         | 1790 | 1790 |
| omissis                                                    |      |      |
| Giuseppe Palumbo                                           | 1792 | 1792 |
| Francesco Ferrara                                          | 1793 | 1794 |
| Giuseppe Di Capite Domenico Ciufelli                       | 1795 | 1795 |
| Donato Ciufelli                                            | 1796 | 1796 |
| Domenico Ciufelli                                          | 1797 | 1797 |
| Crescenzo Capaldo                                          | 1798 | 1798 |
| Domenico Ciufelli                                          | 1799 | 1802 |
| Pasquale Ferraro                                           | 1803 | 1803 |
| Ferdinando Nanni                                           | 1804 | 1804 |
| Ferdinando Nanni Cosmo Nanni                               | 1805 | 1805 |
| Teodoro Nanni (Aggiunto facente funzioni)                  | 1806 | 1809 |
| Luigi Nanni Di Fiore (Aggiunto facente funzioni)           | 1809 | 1811 |
| Falco De Camillis (Aggiunto facente funzioni)              | 1811 | 1812 |
| Luigi Nanni Di Fiore (Aggiunto facente funzioni)           | 1812 | 1815 |
| Matteo Ippolito Nanni Di Fiore (Aggiunto facente funzioni) | 1815 | 1816 |

## Regno delle Due Sicilie (1816-1861)
| Camillo Nanni (Eletto facente funzioni)                | 1816 | 1822 |
| Attanasio Mariani (Eletto facente funzioni)            | 1822 | 1824 |
| Camillo Nanni (Eletto facente funzioni)                | 1824 | 1827 |
| Ferdinando Nanni (Eletto facente funzioni)             | 1827 | 1830 |
| Zaccaria Fiore Nanni                                   | 1830 | 1833 |
| Francesco Palumbo                                      | 1833 | 1836 |
| Camillo Nanni                                          | 1836 | 1837 |
| Alessandro Colaprete                                   | 1837 | 1839 |
| Giacomo Cercone                                        | 1839 | 1842 |
| Domenico Alicandri-Ciufelli                            | 1842 | 1843 |
| Alessandro Colaprete (Secondo eletto facente funzioni) | 1843 | 1845 |
| Achille Ricciardi                                      | 1845 | 1847 |
| Fortunato Nanni (Secondo eletto facente funzioni)      | 1847 | 1848 |
| Fortunato Nanni                                        | 1848 | 1851 |
| Berardino De Vincentiis                                | 1851 | 1859 |
| Concezio Silvestri                                     | 1859 | 1860 |
| Raffaele Ricciardi                                     | 1860 | 1861 |

## Regno d'Italia (1861-1946)
| Sindaci nominati dal governo (1861-1889)                   | Sindaci nominati dal governo (1861-1889) | Sindaci nominati dal governo (1861-1889)                    | Sindaci nominati dal governo (1861-1889) | Sindaci nominati dal governo (1861-1889) |
| Nominativo                                                 | Partito                                  | Partito                                                     | Mandato                                  | Mandato                                  |
| Nominativo                                                 | Partito                                  | Partito                                                     | Inizio                                   | Fine                                     |
| ---------------------------------------------------------- | ---------------------------------------- | ----------------------------------------------------------- | ---------------------------------------- | ---------------------------------------- |
| Luigi Ricciardi                                            |                                          | Destra storica                                              | 1861                                     | 1863                                     |
| Leonardo Pensa (Assessore anziano facente funzioni)        |                                          | Destra storica                                              | 1863                                     | 1864                                     |
| Nicola Ricciardi (Assessore facente funzioni)              |                                          | Destra storica                                              | 1864                                     | 1865                                     |
| Nicola Ricciardi                                           | 1865                                     | Destra storica                                              | 1870                                     |                                          |
| Camillo Nanni                                              |                                          | Destra storica                                              | 1870                                     | 1871                                     |
| Berardino De Vincentiis                                    |                                          | Destra storica                                              | 1871                                     | 1871                                     |
| Salvatore Ciufelli                                         |                                          | Destra storica                                              | 1871                                     | 1873                                     |
| Tommaso Ricciardi                                          |                                          | Destra storica                                              | 1873                                     | 1880                                     |
| Ferdinando Nanni                                           |                                          | Sinistra storica                                            | 1880                                     | 1881                                     |
| Paolo Capaldo (facente funzioni)                           |                                          | Sinistra storica                                            | 1881                                     | 1882                                     |
| Gaetano Ricciardi                                          |                                          | Destra storica                                              | 1882                                     | 1885                                     |
| Francesco Colecchi (facente funzioni)                      |                                          | Destra storica                                              | 1885                                     | 1885                                     |
| Ferdinando Nanni                                           |                                          | Sinistra storica                                            | 1885                                     | 1888                                     |
| Donato Palumbo (Assessore facente funzioni)                |                                          | Sinistra storica                                            | 1888                                     | 1889                                     |
| Sindaci nominati dal Consiglio comunale (1889-1926)        |                                          |                                                             |                                          |                                          |
| Nominativo                                                 | Partito                                  | Partito                                                     | Mandato                                  | Mandato                                  |
| Nominativo                                                 | Partito                                  | Partito                                                     | Inizio                                   | Fine                                     |
| Ferdinando Nanni                                           |                                          | Sinistra storica                                            | 1889                                     | 1890                                     |
| Achille Sancristofaro                                      |                                          | Destra storica                                              | 1890                                     | 1892                                     |
| Ferdinando Nanni                                           |                                          | Sinistra storica                                            | 1892                                     | 1896                                     |
| Renato De Camillis (facente funzioni)                      |                                          | Sinistra storica                                            | 1896                                     | 1896                                     |
| Teodoro Nanni                                              |                                          | Destra storica                                              | 1896                                     | 1905                                     |
| Camillo Colelli                                            |                                          | Destra storica                                              | 1905                                     | 1907                                     |
| Berardino De Vincentiis                                    |                                          | Destra storica (1907-1913) poi Partito Liberale (1913-1921) | 1907                                     | 1921                                     |
| Martino Vella                                              |                                          | Partito Socialista Italiano                                 | 1921                                     | 1926                                     |
| Podestà nominati dal governo (1926-1944)                   |                                          |                                                             |                                          |                                          |
| Nominativo                                                 | Partito                                  | Partito                                                     | Mandato                                  | Mandato                                  |
| Nominativo                                                 | Partito                                  | Partito                                                     | Inizio                                   | Fine                                     |
| Alfredo Lalli                                              |                                          | Partito Nazionale Fascista                                  | 1926                                     | 1928                                     |
| Alberto Duval                                              |                                          | Partito Nazionale Fascista                                  | 1928                                     | 1936                                     |
| Paolo Taboni (Commissario prefettizio)                     | –                                        | –                                                           | 1936                                     | 1936                                     |
| Francesco Puglielli (Commissario prefettizio)              | –                                        | –                                                           | 1937                                     | 1937                                     |
| Francesco Puglielli                                        |                                          | Partito Nazionale Fascista                                  | 1937                                     | 1944                                     |
| Sindaci del periodo costituzionale transitorio (1944-1946) |                                          |                                                             |                                          |                                          |
| Nominativo                                                 | Partito                                  | Partito                                                     | Mandato                                  | Mandato                                  |
| Nominativo                                                 | Partito                                  | Partito                                                     | Inizio                                   | Fine                                     |
| Fiore Di Marzio                                            |                                          | Partito Socialista Italiano di Unità Proletaria             | 1944                                     | 1945                                     |
| Fortunato Rossetti                                         |                                          | Partito Socialista Italiano di Unità Proletaria             | 1945                                     | 1946                                     |

## Repubblica Italiana (dal 1946)
| Sindaci eletti dal Consiglio comunale (1946-1995)    | Sindaci eletti dal Consiglio comunale (1946-1995) | Sindaci eletti dal Consiglio comunale (1946-1995)                                                                           | Sindaci eletti dal Consiglio comunale (1946-1995) | Sindaci eletti dal Consiglio comunale (1946-1995) | Sindaci eletti dal Consiglio comunale (1946-1995) |
| Nominativo                                           | Partito                                           | Partito | Mandato                                           | Mandato                                           | Elezione                                          |
| Nominativo                                           | Partito                                           | Partito | Inizio                                            | Fine                                              | Elezione                                          |
| ---------------------------------------------------- | ------------------------------------------------- | --- | ------------------------------------------------- | ------------------------------------------------- | ------------------------------------------------- |
| Eustachio Troilo                                     |                                                   | Partito Socialista Italiano di Unità Proletaria (1946-1947) poi Partito Socialista Italiano (1947-1950)                     | 1946                                              | 1950                                              | Elezione 1946                                     |
| Antonio Di Gesualdo                                  |                                                   | Partito Socialista Italiano                                                                                                 | 1950                                              | 1960                                              | Elezione 1950                                     |
| Antonio Di Gesualdo                                  | Elezione 1955                                     | Partito Socialista Italiano                                                                                                 | 1950                                              | 1960                                              |                                                   |
| Germano D'Anello                                     |                                                   | Partito Socialista Italiano                                                                                                 | 1960                                              | 1965                                              | Elezione 1960                                     |
| Carlo De Panfilis                                    |                                                   | Democrazia Cristiana | 1965                                              | 1970                                              | Elezione 1965                                     |
| Domenico Di Mascio                                   |                                                   | Democrazia Cristiana | 1970                                              | 1975                                              | Elezione 1970                                     |
| Carlo Mario Di Paolo (Reggente facente funzioni)     |                                                   | Democrazia Cristiana | 1975                                              | 1978                                              | Elezione 1975                                     |
| Ezio Colelli (Reggente facente funzioni)             |                                                   | Democrazia Cristiana | 1978                                              | 1978                                              | Elezione 1975                                     |
| Vittorio Nanni (Reggente facente funzioni)           |                                                   | Partito Socialista Democratico Italiano                                                                                     | 1978                                              | 1979                                              | Elezione 1975                                     |
| Domenico Di Mascio                                   |                                                   | Democrazia Cristiana | 1979                                              | 1980                                              | Elezione 1975                                     |
| Pasquale D'Amico                                     |                                                   | Partito Socialista Italiano                                                                                                 | 1980                                              | 19 maggio 1990                                    | Elezione 1980                                     |
| Pasquale D'Amico                                     | Elezione 1985                                     | Partito Socialista Italiano                                                                                                 | 1980                                              | 19 maggio 1990                                    |                                                   |
| Liborio D'Amore                                      |                                                   | Partito Comunista Italiano (1990-1991) poi Partito Democratico della Sinistra (1991-1995)                                   |                                                   |                                                   |                                                   |
| Liborio D'Amore                                      | 19 maggio 1990                                    | Partito Comunista Italiano (1990-1991) poi Partito Democratico della Sinistra (1991-1995)                                   | 23 aprile 1995                                    | Elezione 1990                                     |                                                   |
| Sindaci eletti direttamente dai cittadini (dal 1995) |                                                   | |                                                   |                                                   |                                                   |
| Nominativo                                           | Lista                                             | Lista | Mandato                                           | Mandato                                           | Elezione                                          |
| Nominativo                                           | Lista                                             | Lista | Inizio                                            | Fine                                              | Elezione                                          |
| Liborio D'Amore                                      |                                                   | Lista civica di centro-sinistra Uniti per Campo di Giove                                                                    | 23 aprile 1995                                    | 13 giugno 1999                                    | Elezione 1995                                     |
| Franco Di Paolo                                      |                                                   | Lista civica di centro-destra                                                                                               | 13 giugno 1999                                    | 30 luglio 2001                                    | Elezione 1999                                     |
| Vittorio Di Iorio (Vicesindaco facente funzioni)     | 30 luglio 2001                                    | Lista civica di centro-destra                                                                                               | 28 maggio 2002                                    |                                                   | Elezione 1999                                     |
| Vittorio Di Iorio                                    |                                                   | Lista civica di centro-destra Nuovi Orizzonti                                                                               | 28 maggio 2002                                    | 7 maggio 2012                                     | Elezione 2002                                     |
| Vittorio Di Iorio                                    | Elezione 2007                                     | Lista civica di centro-destra Nuovi Orizzonti                                                                               | 28 maggio 2002                                    | 7 maggio 2012                                     |                                                   |
| Giovanni Di Mascio                                   |                                                   | Lista civica di centro-destra Nuovi Orizzonti (2012-2017) poi Lista civica di centro-destra Nuovi Orizzonti 2.0 (2017-2022) | 7 maggio 2012                                     | 13 giugno 2022                                    | Elezione 2012                                     |
| Giovanni Di Mascio                                   | Elezione 2017                                     | Lista civica di centro-destra Nuovi Orizzonti (2012-2017) poi Lista civica di centro-destra Nuovi Orizzonti 2.0 (2017-2022) | 7 maggio 2012                                     | 13 giugno 2022                                    |                                                   |
| Michele Di Gesualdo                                  |                                                   | Lista civica di centro-destra Le ali per Campo                                                                              | 13 giugno 2022                                    | in carica                                         | Elezione 2022                                     |